# Fuente de Robba de Liubliana

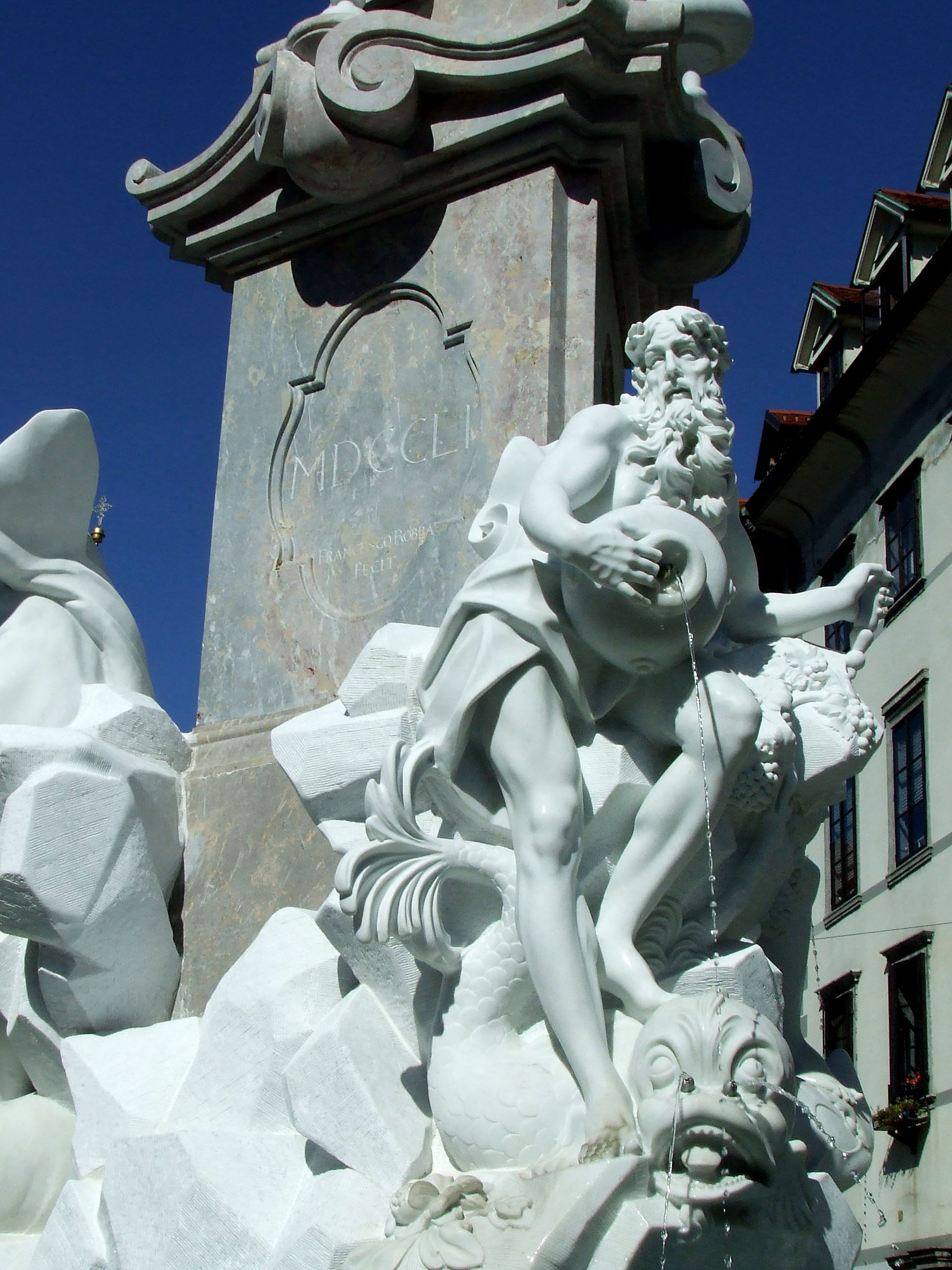
La Fuente Robba

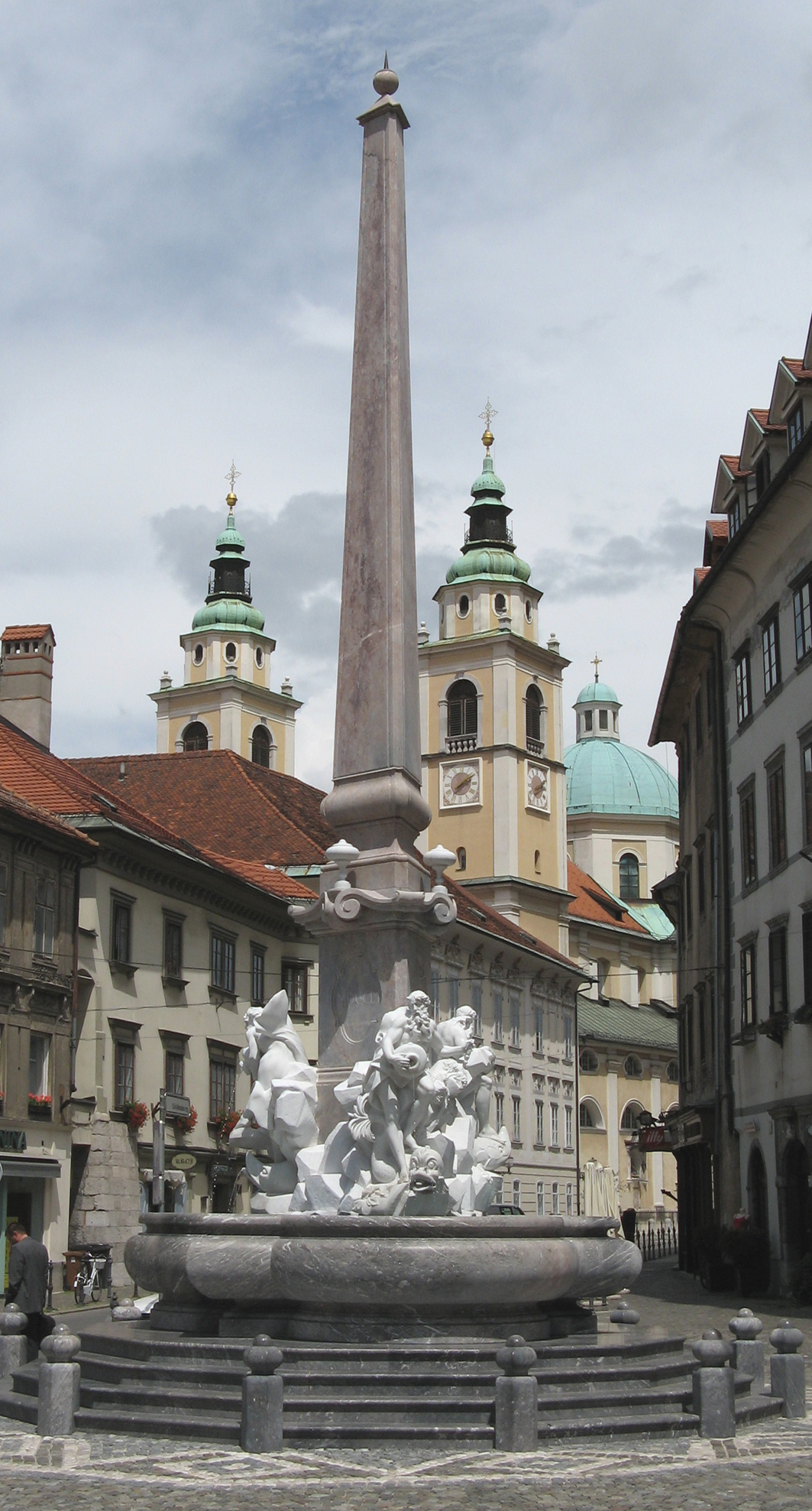
La Fuente Robba con la Catedral de Liubliana al fondo

La Fuente Robba o Fuente de los tres ríos eslovenos (en esloveno: Robbov vodnjak) es el monumento barroco más famoso de Liubliana, creado por el escultor, cantero y arquitecto Francesco Robba, que nació en Venecia pero vivió y trabajó en Liubliana. El monumento, creado en 1751, está compuesto de una pila sobre soporte en escalones, tres figuras masculinas y un obelisco. 
La fuente estaba situada en la Plaza de la Ciudad (Mestni trg), en el punto de contacto de tres calles centrales, hasta 2006, cuando la transportaron a la Galería Nacional de Liubliana (Narodna galerija v Ljubljani). Actualmente en su lugar hay una copia construida de los mismos materiales.

## Historia
Francesco Robba construyó la fuente por encargo de gobierno municipal de Liubliana, que la concibió como representación de su poder. Originalmente tenía también una función muy básica y práctica, es decir, era una fuente de agua potable. El monumento estaba formado según el ejemplo de las fuentes romanas, en particular la Fuente de los Cuatro Ríos, construida por Giovanni Lorenzo Bernini en Roma. A diferencia de la Fuente de Robba, la de Bernini tiene figuras más dinámicas y más grandes, que presentan la divinidad del río, con hombres fuertes de tamaño sobrenatural. La fuente de Liubliana fue construida 100 años más tarde que la Fuente de los Cuatro Ríos, a lo cual podemos atribuir las diferencias entre estilos artísticos de una y otra. 
El artista gastó más de 2 años en su trabajo, hasta que lo terminó en otoño 1951. La entrega del obelisco de cantera duró trece días y lo tiró  hasta veinte parejas de bueyes. La erección de masas de piedra exigió ayuda de doce hombres a la vez. Todo eso atribuyó a los gastos elevados que causó quiebra bancarrota del artista.
En el siglo XIX y XX la fuente sufrió mucho daño, especialmente a causa de un terremoto destructivo en 1895. A lo largo del tiempo fue restaurada varias veces, se han perdido las escaleras y los pilares de la esquina original, el daño hay también en las figuras de mármol.

## Composición y significado
La Fuente de los tres ríos eslovenos se compone de un soporte en escalones sobre lo cual hay una pila profunda en forma de concha. Sobre la pila se levanta un obelisco de diez metros de altura, que es un alto pilar monolítico de tres lados y cima piramidal. El obelisco está circundado por tres figuras masculinas, cada uno con un delfín a los pies y con un cántaro en las manos del que fluye agua. Las figuras presentan personificaciones de los tres ríos eslovenos, el Sava, el Krka y el Ljubljanica y probablemente las tres provincias eslovenas, la Gorenjska, la Dolenjska y la Notranjska. El artista dató y añadió su nombre en el suporte del obelisco en cartucho profundo: MDCCLI Francesco Robba Fecit.
Las figuras son de mármol de Carrara, el obelisco de piedra caliza rojilla eslovena y la pila de piedra caliza grisácea.